# Krakonoš a lyžníci
Krakonoš a lyžníci je československá rodinná komedie z roku 1980 režisérky Věry Plívové-Šimkové. Odehrává se v Krkonoších koncem 19. století, kdy lidé v Krkonoších začali používat lyže (tenkrát nazývané ski).

## Děj
Film zobrazuje život na krkonošském venkově dětskýma očima. Příběh začíná ve svátek Tří králů (6. ledna) a končí o Velikonočním pondělí někdy v 90. letech 19. století. Hlavní hrdinové Janek a Matěj Pelčovi vypomáhají ve sklářských hutích. Setkají se s pašerákem, kterého mají za Krakonoše. Ten na lyžích pašuje zboží z Pruského Slezska (vratislavskou pálenku aj.) a do Slezska zase krajku apod. Janek a Matěj s pašerákem vymění maminčinu vambereckou krajku za lyže, které jsou v tom kraji novinkou. Na lyžích, které z Norska objednal hrabě Weinach, se učí lyžovat jeho lesníci a také pan učitel s lesním praktikantem. Film také ukazuje ruční výrobu skla, školu s vlasteneckým panem učitelem, který zapisuje místní pohádky či divadelní ochotníky, zkoušející v hospodě pana Trompetra pohádku Česká meluzina od Václava Klimenta Klicpery. Starosvětské scény ukazují krajánka, který za přespání v chalupě platí vypravováním krkonošské pohádky či domácí výrobu proutěného zboží a práci na tkalcovském stavu. Finanční stráž se neúspěšně snaží chytit pašeráka a na Velikonoční pondělí se ve vsi pořádá slavnost za přítomnosti pana hraběte a hostů z Prahy.

## Vznik filmu
Předobrazem filmu jsou některé reálie na Jilemnicku na konci 19. století. Hrabě Weinach je patrně narážkou na hraběte Jana Harracha, majitele jilemnického panství (filmová postava však mluví pouze německy, zatímco skutečný hrabě vystupoval jako výrazný český vlastenec), který v roce 1892 navštívil světovou výstavu v norském Oslu a tam ho v expozici sportovních potřeb zaujaly vystavené lyže. Po jeho návratu lesní správa v Horní Branné objednala z Norska jeden pár jasanových lyží za 11 zlatých. Podle tohoto vzoru pak místní kolář Josef Soukup a sekerník Antonín Vondrák z Dolních Štěpanic vyrobili další lyže pro lesníky, aby se v zimě mohli lépe pohybovat v terénu. V roce 1895 pak v Jilemnici vznikl první lyžařský spolek v Čechách.
Hostinec U Trompetra se kdysi nacházel v Bedřichově v Jizerských horách. Hostinskému zde říkali Trompetr, protože hosty vyprovázel hrou na trubku.
Při natáčení jedné ze závěrečných scén zemřel 18. února 1980 na třetí infarkt herec Václav Lohniský, který hrál jednoho z členů finanční stráže. Před hromadným sjezdem vynášel své lyže do kopce a po náhlé srdeční slabosti zůstal ležet ve sněhu, kde ho našel asistent režie Zdeněk Troška. Ve filmovém štábu vznikl spor, zda mají téměř hotový film dotočit. Natáčení trvalo tři a půl měsíce a Zdeněk Troška později uvedl, že natáčení v zimních podmínkách přinášelo mnoho komplikací. Sám proto své vlastní filmy točil pouze v létě.

## Lokace
Natáčení probíhalo na několika místech v okolí Jilemnice. Ve scéně koledování na Tři krále se objevily záběry z Rokytna (chalupy č. 12, 95 a 104). Budova sklárny se nachází v osadě Jizerka na čp. 16, kde skutečně v letech 1866–1911 byla Riedlova sklářská huť. Dílna kolářského mistra Vichra je v domě č. 1 v Roprachticích a sousední místní fara (dům č. 2) posloužila jako exteriér hostince U Trompetra. Interiér hostince však byl natáčen v domě č. 164 ve Sklenařicích. Školu filmaři umístili do chalupy č. 90 v Pasekách nad Jizerou. Tato chalupa z roku 1791 dříve skutečně sloužila jako škola, kde od roku 1831 působil učitel Věnceslav Metelka. Z jeho deníků čerpal Karel Václav Rais při psaní románu Zapadlí vlastenci. V této obci je i muzeum Památník zapadlých vlastenců, ve kterém je umístěn tkalcovský stav použitý v jedné z filmových scén. V krátkém záběru se naproti dílny mistra Vichra objevil roprachtický kostel Nejsvětější Trojice, ve kterém v roce 1996 natočil Vladimír Michálek film Zapomenuté světlo. Většina lyžařských scén se točila v okolí rokytenské kaple z roku 1863. Vede kolem ní i 3,2 km dlouhá značená cesta nazvaná Krakonoš a lyžníci.
Režisérka Věra Plívová-Šimková vyrostla a žije v Chuchelně u Semil. To byl také důvod, proč velkou část svých filmů natočila právě na Semilsku v Podkrkonoší.

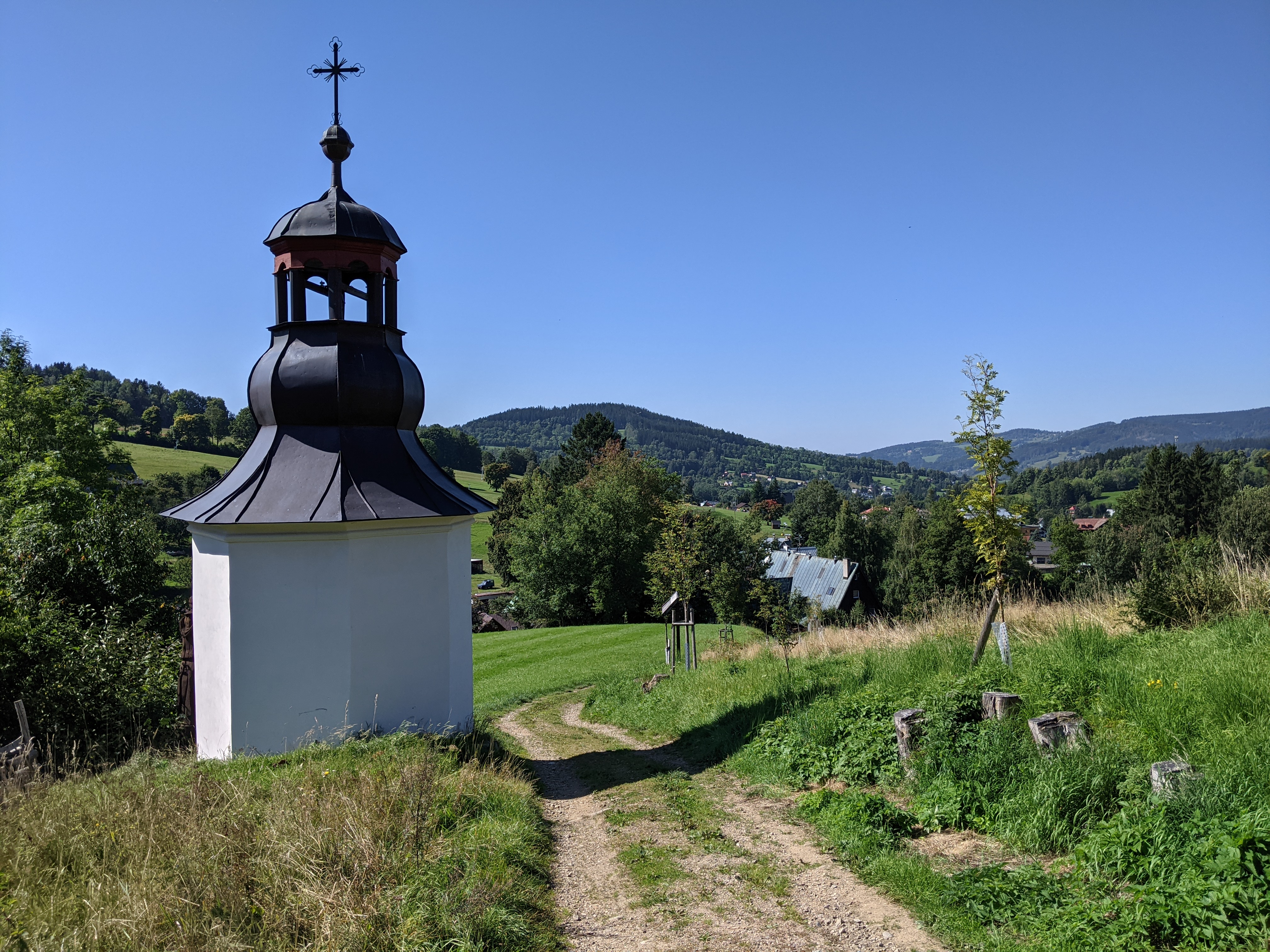
Kaple v Rokytně
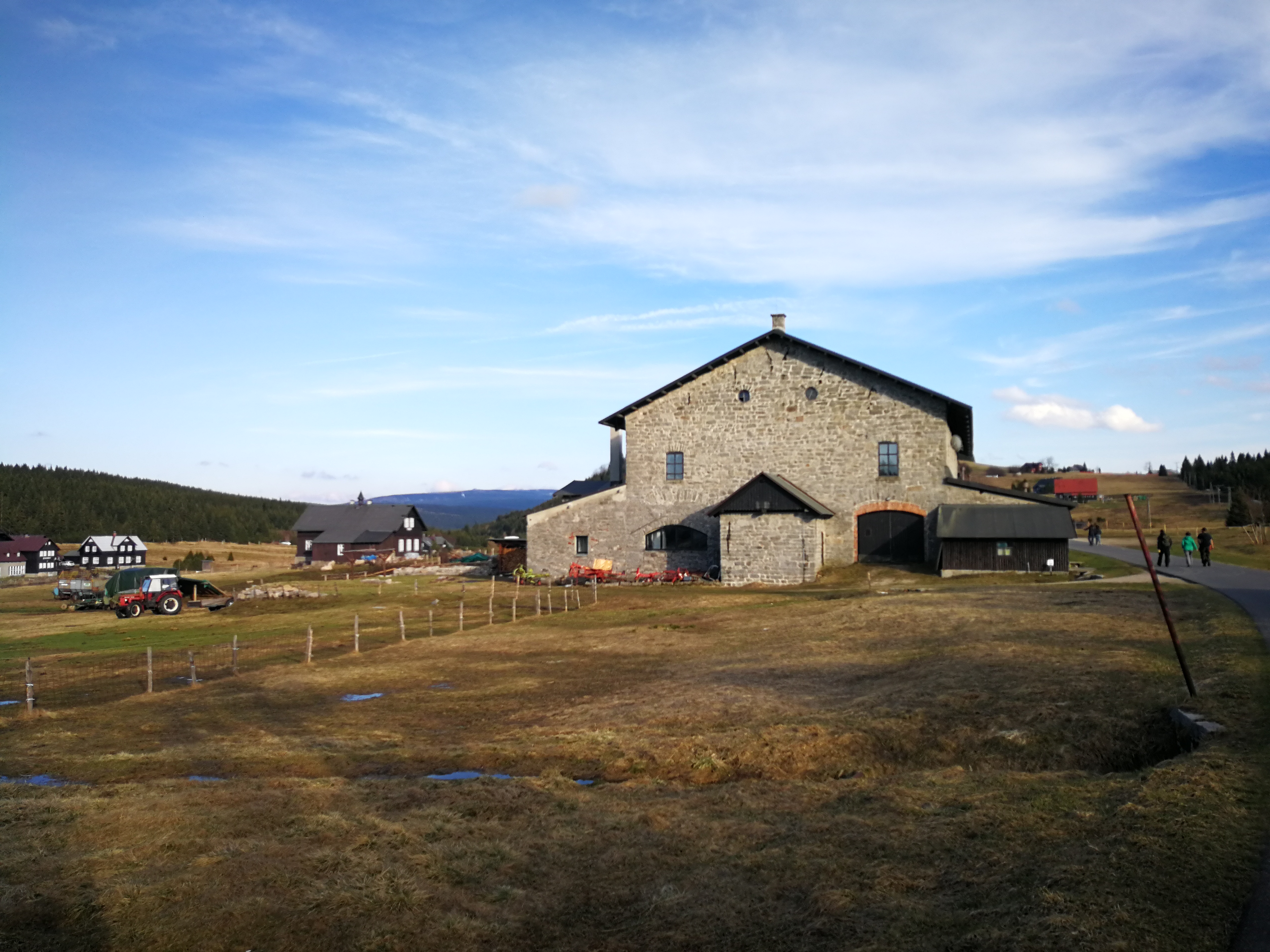
Bývalá sklářská huť na Jizerce
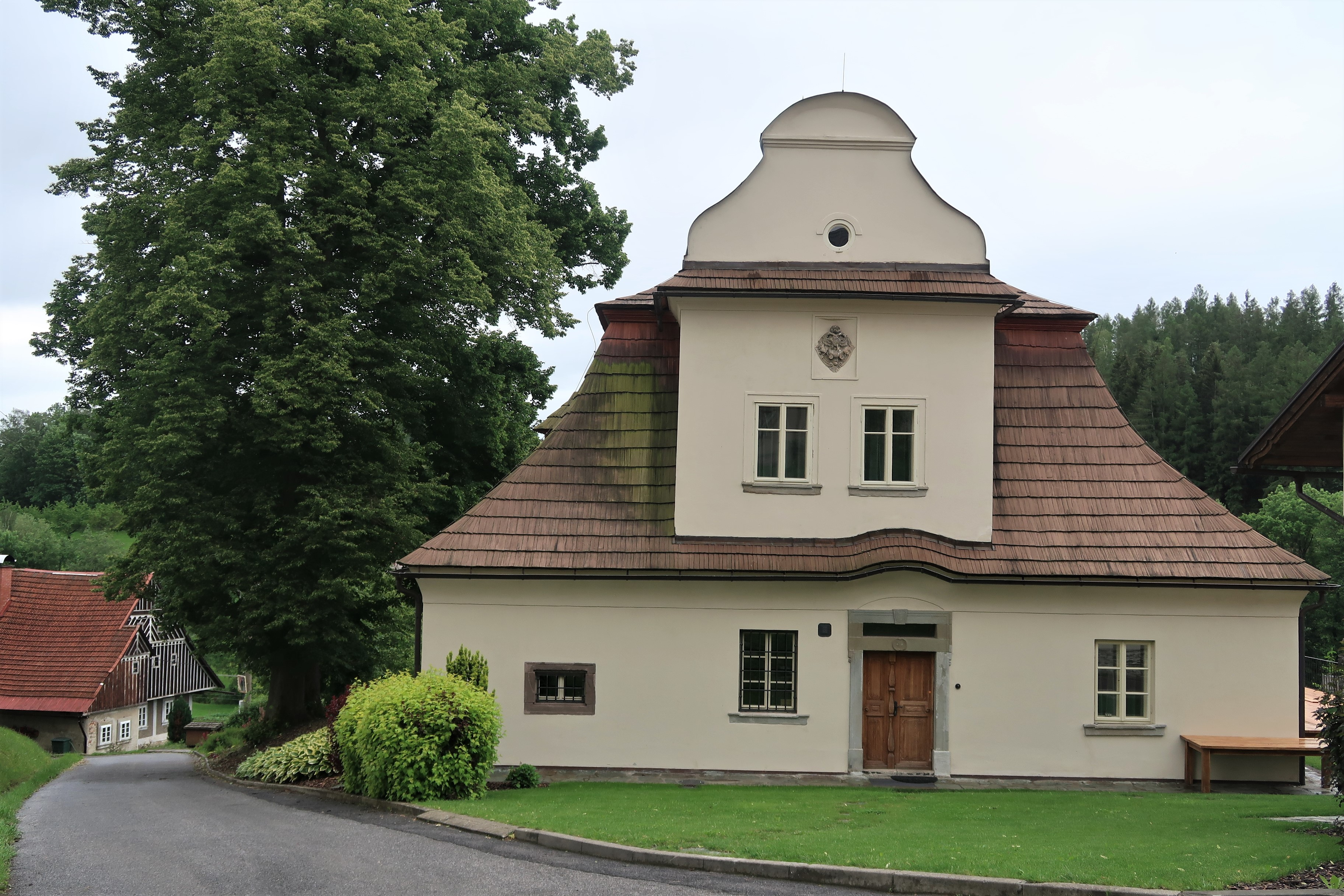
Fara v Roprachticích, filmový hostinec U Trompetra
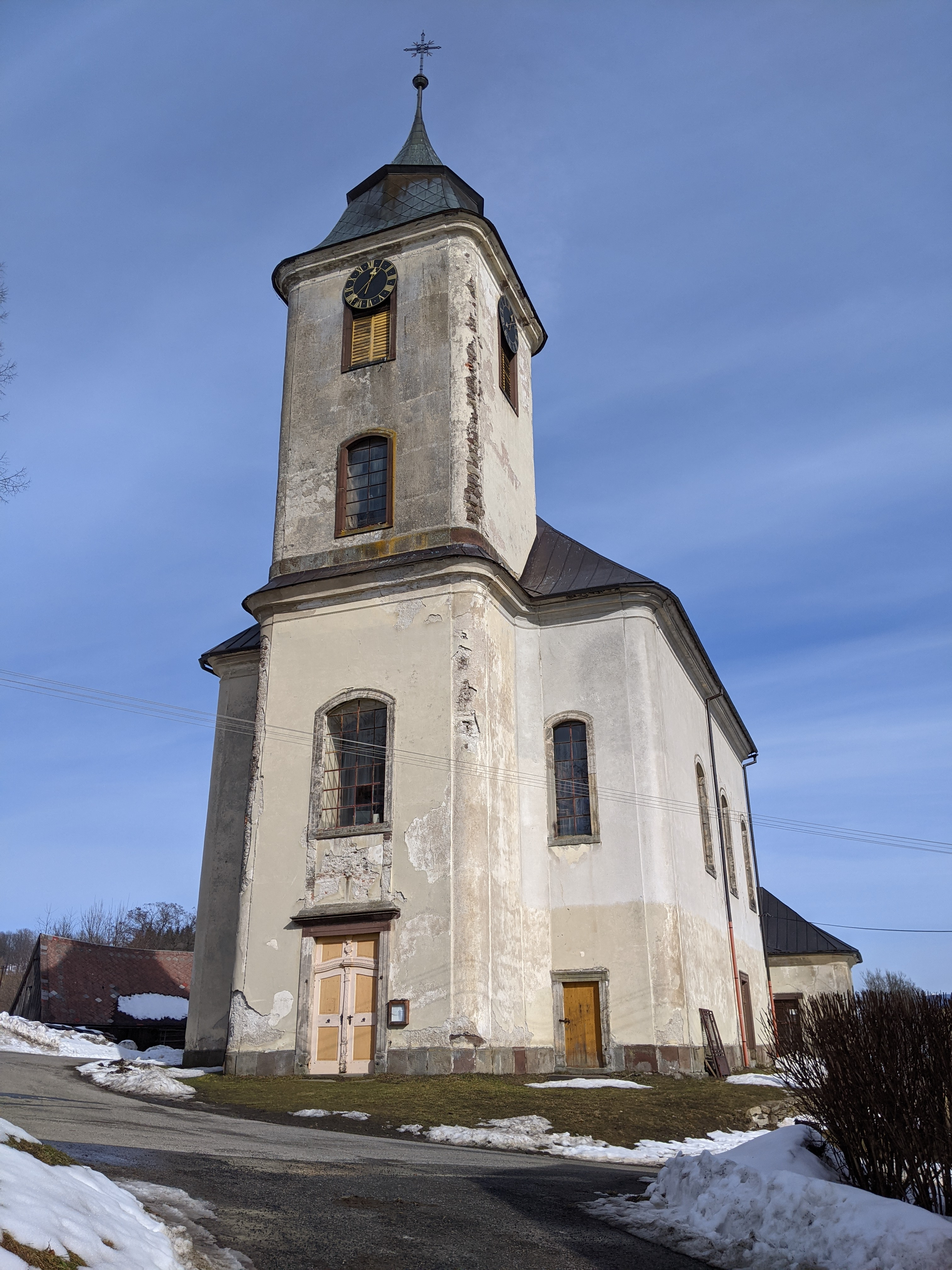
Kostel v Roprachticích
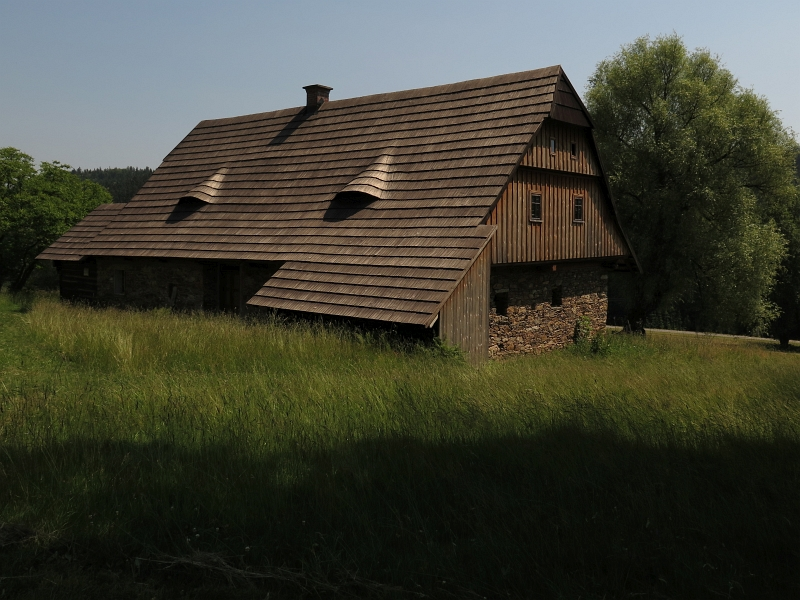
Bývalá škola v Pasekách nad Jizerou

## Obsazení
| Karel Heřmánek      | pašerák                         |
| Milan Padalík       | Janek Pelč                      |
| Jan Kreidl          | Matěj Pelč                      |
| Viktor Král         | Vítek Trompetr, syn hostinského |
| Vanda Krňanská      | Rózička Vichrová                |
| Ondřej Havelka      | pan učitel                      |
| Jiří Prýmek         | vrchní financ                   |
| Karel Augusta       | hostinský Trompetr              |
| Václav Helšus       | kolář Vichr                     |
| Jiří Žák            | otec Pelč                       |
| Michaela Bendová    | matka Pelčová                   |
| Jiří Zahajský       | skelmistr                       |
| Václav Lohniský     | financ                          |
| Petr Rýdel          | starší financ                   |
| Vít Olmer           | hrabě Weinach                   |
| Jan Kehár           | Josífek                         |
| Miroslav Vladyka    | lesní praktikant                |
| Michael Dymek       | Francek Pelč                    |
| Marie Horáková      | Běta, Franckova žena            |
| Roman Čada          | podomek                         |
| Zora Ulla Keslerová | Vichrova žena                   |
| Oldřich Navrátil    | krajánek                        |
| Jindřich Khain      | ochotník                        |
| Jiří Krytinář       | ochotník                        |
| Karel Smrž          | ochotník                        |
| Daniel Netušil      | Pepík                           |
| Jan Cmíral          | člen komise                     |
| Luboš Hloušek       |                                 |
| Jan Kraus           | financ                          |
| Jan Křížek          | financ                          |
| Jiří Lábus          | financ                          |